# Larstjärnen, Lappland
Larstjärnen är en sjö i Dorotea kommun i Lappland och ingår i Ångermanälvens huvudavrinningsområde. Sjön har en area på 0,0304 kvadratkilometer och ligger 381 meter över havet.

## Delavrinningsområde
Larstjärnen ingår i det delavrinningsområde (715596-149031) som SMHI kallar för Mynnar i Fjällsjöälvens vattendragsyta. Medelhöjden är 357 meter över havet och ytan är 11,82 kvadratkilometer. Det finns inga avrinningsområden uppströms utan avrinningsområdet är högsta punkten. Vattendraget som avvattnar avrinningsområdet har biflödesordning 3, vilket innebär att vattnet flödar genom totalt 3 vattendrag innan det når havet efter 244 kilometer. Avrinningsområdet består mestadels av skog (72 procent) och sankmarker (22 procent). Avrinningsområdet har 0,41 kvadratkilometer vattenytor vilket ger det en sjöprocent på 3,5 procent.